# Distretto di Kerbūlaq
Il distretto di Kerbūlaq (in kazako Кербұлақ  ауданы?) è un distretto (audan) del Kazakistan con capoluogo Saryözek.